# 支援技術
支援技術（しえんぎじゅつ、英語: assistive technology、略称: AT）とは、パーソナルコンピュータやスマートフォンを含むモバイル端末などを使用する際、支援が必要なユーザ向けに操作の補助を行うハードウェアやソフトウェアの総称である。より具体的にユーザー補助、アクセシビリティなどとも呼ばれる。

## 主な支援技術
支援技術は、多種多様なユーザのニーズに応じて多岐にわたる。
代表的な支援技術の例の一部として、次のようなものがあげられる。

### ハードウェア
ジョイスティック・トラックボール
肢体不自由のあるユーザはマウスのようなポインティングデバイスの利用が困難な場合がある。ジョイスティックやトラックボールは、そういったユーザでも指先や顎などでマウスポインタを動かすできる。
点字ディスプレイ
コンピュータの視覚情報を点字化できるデバイスである。スクリーンリーダでは正しい読み上げが困難な場合でも、点字ディスプレイと併用することでより正確に情報を取得できる。
キーガード
筋力低下や、手指のふるえなど不随意運動の症状がある場合、押したいキーと近くの他のキーを誤って同時に押してしまう場合があるため、樹脂などでできたカバーを取り付けることで誤入力を防ぐことができる。

### ソフトウェア
現在ではこれらの支援技術の多くがパソコンや携帯電話に標準的に搭載されていため、気軽に試してみることができる。
スクリーンリーダ
コンピュータの画面読み上げソフトウェアの総称。
画面の拡大
視力の弱いユーザが画面を拡大して閲覧するための機能。
色の反転・ハイコントラストモード
色覚特性を持つユーザは色の違いを区別しづらいことがある。たとえば黒い背景に青い文字のリンクなどの低コントラストなWebページは、健康視力者にとっても読むことが困難なケースが多い。そのような場合に色を反転させたり、コントラスト比を高めることで文字を読み取りやすくすることができる機能が用意されていることがある。